# Agapetus marlierorum
Agapetus marlierorum är en nattsländeart som först beskrevs av Lazar Botosaneanu 1980.  Agapetus marlierorum ingår i släktet Agapetus och familjen stenhusnattsländor. Inga underarter finns listade i Catalogue of Life.